# Empicoris orthoneuron
Empicoris orthoneuron är en insektsart som beskrevs av Mcatee och Malloch 1925. Empicoris orthoneuron ingår i släktet Empicoris och familjen rovskinnbaggar. Inga underarter finns listade i Catalogue of Life.